# 執事たちの恋愛事情
『執事たちの恋愛事情』（しつじたちのれんあいじじょう）は、2008年10月6日から2011年2月28日までStyleWalker、2011年3月1日からはタイトーより配信されている携帯電話端末アプリの女性向け恋愛シミュレーションゲーム。2012年6月18日よりPC版に対応した。

## 概要
- 2008年10月6日に、iアプリ向けに配信開始。後に掲載された雑誌『B's-LOG』[1]では、携帯アプリとしては大増のオールカラーで6ページを割いて特集がされており、また、ゲーム紙最大手である週刊ファミ通でも特集が組まれた。ゲーム開発経歴のない企業が初タイトルとして制作したゲームを、各大手媒体がこぞって取り上げることは珍しい。

- 対応キャリアの携帯電話端末を用い、アプリをダウンロードしてシナリオをプレイする。その際、アプリ上でのアバター選択が可能。20時間のプレイ制限がある（i,EZ,S!）

- アプリの種類には、プロローグと本篇（一部キャラは他キャラの複数クリアがシナリオ解放の条件）の「執事たちの恋愛事情」、恋人となった執事とデート出来る「執恋デートアプリ」、時節イベントを遊べる「執恋イベントアプリ」がある（i,EZ,S!）

- 公式略称「執恋（シツコイ）」

- 2009年10月05日『執事たちの学園事情』（パート2作品）をdocomo公式コンテンツとして配信開始

- 2010年11月09日「執事たちの恋愛事情 for GREE」配信開始（GREEPlatform用フィーチャーフォン向け）

- 2011年10月04日「執事たちの恋愛事情 for GREE」配信開始（GREEPlatform用iPhone/Android端末向け）

- 2012年03月09日「執事たちの恋愛事情 for mixi」配信開始（mixiゲーム用フィーチャーフォン/iPhone/Android端末向け）

- 2012年6月18日「執事たちの恋愛事情 for Yahoo! Mobage」配信開始（Yahoo! Mobage用PC向け）

## 賞位
- 2012年3月 mixiゲーム 女性ランキング１位
- 乙女ゲーム・オブ・ザ・イヤー2010「人気モバイルゲームベスト10」4位受賞。
- 乙女ゲーム・オブ・ザ・イヤー2009「人気モバイルゲームベスト10」3位（銅賞）受賞。

## ストーリー
庶民の女子高生だった主人公が、姉の結婚により、ある日突然大財閥の令嬢として扱われることになるシンデレラストーリー。豪華な屋敷で働く執事達と同居し、自分好みの専属執事を選んだ主人公の、お嬢様教育や恋愛に悩む日々が始まる。

## 登場人物

### メインキャラクター
中岡 久志（なかおか ひさし）
九条院家の家長である慎一郎と大学時代に知り合い同家の執事となった。兄のように親しみやすい性格。8月10日生まれ、25歳、A型、獅子座、身長170cm、体重58kg。
真壁 直樹（まかべ なおき）
冷静沈着で、執事としての完璧な振る舞いを自分に課している。2月18日生まれ、22歳、AB型、水瓶座、身長185cm、体重55kg。
大木 隆也（おおき たかや）
庭師から執事に昇格した履歴を持つ。面倒見がよく、誠吾と瞬にとっては兄貴分の青年。5月12日生まれ、18歳、O型、牡牛座、身長175cm、体重70kg。
高口 誠吾（たかぐち せいご）
自分を拾ってくれた隆也には心を開いている。眼差しの鋭さに反した優しい心の持ち主。9月1日生まれ、16歳、B型、乙女座、身長172cm、体重62kg。
古手川 瞬（こてがわ しゅん）
執事に憧れながらフットマンを勤める少年。優しい人々に囲まれた屋敷での生活を幸福に感じている。3月10日生まれ、15歳、O型、魚座、身長165cm、体重50kg。
ウォルフガング・ラインスドルフ
貴族出身だが、写真で見た主人公に一目惚れをしたことから、九条院家を客人として訪れる。主人公を「姫」と呼ぶ。10月4日生まれ、22歳、B型、天秤座、身長184cm、体重65kg。

### サブキャラクター
山科 晶（やましな あきら）
慎一郎の又従兄弟。九条院家に長期滞在している令息。口が悪い。6月11日生まれ、20歳、B型、双子座、身長167cm、体重50kg。
樫原 侑人（かしはら ゆうと）
九条院家の執事長。専属で仕える慎一郎からは絶大な信頼を寄せられている。10月30日生まれ、29歳、AB型、蠍座、身長173cm、体重60kg。
九条院 慎一郎（くじょういん しんいちろう）
屋敷の家長で、九条院財閥の御曹司。仕事上は貫禄があるが、義妹となった主人公のことは甘やかしている。12月16日生まれ、31歳、O型、射手座、身長175cm、体重62kg。
九条院 夏実（くじょういん なつみ）
主人公の姉で慎一郎の妻。頭が良くさっぱりとした性格で、主人公のよき理解者。

## ゲームシステム（i,EZ,S!）
アバターシステム
WEB上でアバターを購入およびコーディネートを作成セットすることにより、アプリプレイ時にデフォルト以外のアバターが選べる。WEB上では3つまでコーディネートの作成セットが可能。内容によってキャラのセリフなどが変化する。
アイキャッチシステム
好感度の上昇する選択肢を選んだ際、キャラの立ち絵の周囲にエフェクトが入る。通称「キラキラ」。
メール
プレイ終了時、ユーザーの携帯電話端末にキャラからのメールが届くシステム。FROMアドレスはキャラごとの名前を使ったユニーク設定となっている。

## 関連作品

### ドラマCD
執事たちの恋愛事情～秘密のハッピープレゼント～
メインキャラ6人が、お嬢様の誕生日にサプライズを用意するために奮闘するシナリオ。
- 発売日：2009年7月31日
- 登場人物
  - 中岡 久志（声：小野大輔）
  - 真壁 直樹（声：杉田智和）
  - 大木 隆也（声：鳥海浩輔）
  - 高口 誠吾（声：谷山紀章）
  - 古手川 瞬（声：代永翼）
  - ウォルフガング・ラインスドルフ（声：中村悠一）

執事たちの恋愛事情～とっておきのラクジュアリーバカンス～
南国のリゾート地へバカンスのためにきたお嬢様一行。
慎一郎を除く各キャラが聞き手であるお嬢様のために持ち回りで執事を務めるシナリオ。
- 発売日：2010年8月27日
- 登場人物
  - 中岡 久志（声：小野大輔）
  - 真壁 直樹（声：杉田智和）
  - ウォルフガング・ラインスドルフ（声：中村悠一）
  - 山科 晶（声：石田彰）
  - 樫原 侑人（声：平川大輔）
  - 九条院 慎一郎（声：森川智之）